# Literalism coranic
Literalismul coranic reprezintă un mod de interpretare al Coranului, remarcându-se printr-o înclinație prevalentă către textualism. Această manieră de abordare este ancorată în ansamblul de hadith-uri profetice(arabă حديث, translit. ḥadīṯ ) și este caracterizată de respingerea libertății de opinie, lipsa diversității planului ideatic și de o incapacitate de adaptare la diferitele contexte și schimbări sociale cu care societatea islamică se confruntă. În prezent, o serie de comunități musulmane tind să se numere printre adepții acestui sistem textualist de interpretare, iar ideologiile aferente capătă adesea o coloratură fundamentalistă și conservatoare. 

## Coranul și contextul exegezei
Odată cu apariția islamului și extinderea civilizației musulmane în secolele ce s-au succedat, textul coranic continuă să posede o importanță în conturarea dimensiunii spirituale și etice, aspecte ce reușesc a guverna până în prezent maniera în care este organizată societatea islamică. Conform dogmei musulmane, Coranul este considerat revelația sfântă transmisă de către Dumnezeu comunității islamice prin intermediul Profetului Muḥammad, nu doar sensul fiind “de inspirație divină, dar și fiecare cuvânt, fiecare literă”. 
Totodată, cuvintele istoriografului sirian, Aziz al-Azmeh⁠(no)[traduceți], amintite în referatul redactat de Angelika Neuwirth⁠(no)[traduceți]evidențiază caracterul transcendental și lipsa dimensiunii temporale a textului, afirmând că “este în natura istorică a textului canonic ca acesta să-și impună un statut dincolo de istorie, prefigurându-se ca un prilej cu ajutorul căruia timpul cronometric este neutralizat, scriptura plasându-se de-a lungul unui continuum prealabil al eternității”.  Drept rezultat al acestui interes marcant, în sfera contermporană se remarcă accentul plasat pe exegeza coranică și modul în care procedurile hermeneutice reușesc să extragă principii pentru a oferi o panoramă limpede de interpretare ce joacă un rol esențial în clădirea unui set de valori puternic ancorat în ideologia însușită de către un popor musulman. Constantele încercări de a desluși semnificațiile textului și tradițiilor profetice (arabă سنة, translit. sunna ) au condus la apariția unei mari diversități de abordări, anumite comunități însușindu-și un mai mare atașament față de literalitatea celor expuse în scriptură.
Astfel, conceptul exegezei coranice (arabă  تفسير, translit.  tafsīr) poate fi definit drept un reper ce propune “reguli pentru decodarea semnificației textuale în propriul său timp și spațiu, în contextul originar, intențiile divine determinând în mod absolut semnificațiile coranice, infuzând și controlând textul”. Această rigiditate interpretativă propagată de către școlile juridice aflate într-o conexiune interdependentă cu o serie de ʿulamāʾ, joacă un rol proeminent în construirea dimensiunii spirituale, vădind totodată și o coliziune cu sistemul politic al societății islamice.

## Literalismul în organizarea societății
Analiza pur literalistă s-a manifestat și în domeniul jurisprudenței islamice (arabă أصول الفقه, translit.  ʾUṣūl al-fiqh), element fundamental în analiza modului în care societatea musulmană și-a concretizat un stat bazat pe întrepătrunderea sistemului politic cu dimensiunea religioasă, elaborând și instituind norme legislative în conformitate cu legea sharīʿa făcând permanent trimitere la textele sfinte. Autorul Robert Gleave⁠(no)[traduceți] trasează o perspectivă a dogmei islamice ce reușește să ilustreze motivul pentru care anumiți juriști(arabă فقهاء, translit.  fuqahāʾ) pledează pentru o raportare strict literalistă a Coranului, specificând că textul deține un sens intrinsec exclusiv datorită cuvintelor folosite și a limbii în care este revelat, iar această metodă clasică de interpretare prezintă un mai mare grad de securitate epistemologică în comparație cu alte paradigme de analiză. Totodată, rațiunea care îi îndrumă pe acești specialiști în aplicarea legii islamice spre a extrage prevederile legislative făcând trimitere strictă la cartea sfântă și la colecțiile de ḥadīṯ-uri, este convingerea că textul conține irevocabil o serie de percepte juridice revelate comunităților musulmane prin intermediul Profetului Muḥammad, care necesită a fi deslușite și ulterior implementate în societatea cotidiană de către cei specializați în jurisprudența islamică printr-un proces de hermeneutică.

## Viziunea literalistă
Viziunea tradiționalistă de raportare la textul coranic întemeiată în totalitate pe convingerea că adevărul pur (arabă حقيقة , translit.  ḥaqīqa) se regăsește deja în cadrul conținutului și în absența oricăror interpretări exegetice sau abordări ulterioare este totodată marcată de o teamă de subiectivitate, savanții musulmani tradiționaliști concentrându-se pe a extrage semnificațiile “fără a încerca să transcendă și să extragă din aceste fapte principii, legi, axiome și reguli generale universale care ar fi putut opera eficient împotriva înțelegerilor arbitrare ale textului sacru, distingând circumstanțialul de structural”.

## Consecințe socio-politice

### Statutul femeii
Repercusiunile unei astfel de interpretări își fac simțită prezența și în ceea ce privește statutul femeilor privit în raport cu cel ar bărbaților. Astfel, în lumina unei exegeze clasice bazate pe textualism, societatea islamică pare a fi construită sub forma unui sistem patriarhal, femeile fiind adesea situate pe o scară inferioară în comparație cu cea ocupată de bărbat, iar experiențele și interesele acestora sunt adesea neglijate . De asemenea, în urma absenței adaptării la contextele sociale aflate într-o continuă transformare, apare acest portret al femeii musulmane, având un set de trăsături pe care trebuie să le îndeplinească. Așadar, de cele mai multe ori, aceasta se prezintă drept  „o femeie supusă, tăcută, imobilă, izolată și acoperită complet, ale cărei funcții primare, dacă nu exclusive, constau în rolul de soție și mamă și a cărei datorie religioasă cu valențe soteriologice constă în supunerea față de soț”. 

### Mișcarea wahhābītă
Grupările wahhābīte manifestate prevalent în Arabia Saudită se numără printre comunitățile ce adoptă acest sistem textualist de interpretare. Inițial, această orientare teologică s-a descris ca o mișcare reformatoare cu iz renascentist, promovând puternic aspirația de a reînvia un timp istoric considerat sacru, perioadă ce se presupune că înglobează islamul curat, nealterat, precum și reîntoarcerea la valorile clasice. Jurisprudența și doctrina ideologică wahhābītă își au originile în secolul al XVIII-lea, clădindu-se pe învățăturile lui Aḥmad ibn Ḥanbal, socotit drept întemeietorul celei mai stricte școli juridice ale islamului sunnit, anume cea ḥanbalită. Fondatorul Muḥammad ibn ʿAbd al-Wahhāb își dorea să înfrunte provocările și amenințările prevăzute de modernitate, folosindu-se de textele sacre (Coranul și ḥadīṯ-urile) cu scopul de a garanta răspunsuri incontestabile pentru totalitatea problemelor survenite în comunitatea musulmană. Această ideologie se caracterizează printr-o ostilitate față de orice tip de intelectualism⁠(no)[traduceți] sau misticism drept motiv că aceste elemente reprezintă doar inovații (arabă  بدعة , translit.  bidʿa) aduse de influențe exterioare. Termenul folosit pentru a desemna această grupare este utilizat într-o manieră polemică, practicanții care urmează principiile teologice promovate preferând să fie numiți salafiți. Această denumire face trimitere la terminologia arabă (arabă  السلف الصالح , translit. al-salaf al-ṣāliḥ ) și se referă la perioada Profetului și a însoțitorilor, împreună cu următoarele două generații, tot ceea ce urmează fiind considerat lipsit de sacralitate. Astfel, mișcarea wahhābītă se axează pe devotamentul față de literalitatea Coranului, textul având o mare importanță “sub forma unui concept esențialist, etern al raționalității, garantat de un intelect divin” și exercitându-și autoritatea într-un “spațiu social-istoric permanent construit și deconstruit de activitățile actorilor sociali”.

### Grupările fundamentaliste
Începutul secolului al XVIX-lea este caracterizat de apariția unor mișcări progresiste moderne ale islamului liberal⁠(no)[traduceți], în cadrul căruia textul coranic joacă rolul unui ghid pentru reformare socială, luând în considerare circumstanțele istorice și rațiunea în procesul de interpretare, mai degrabă decât însușirea ca atare a normelor prevăzute și aplicarea lor în diverse prescripții legislative. Cu toate că menirea reformatoare a acestor mișcări progresiste este înrădăcinată în aspirația de a crea un stat unitar, cu aer modernist, prin respingerea abordărilor tradiționaliste, în a doua jumătate a secolului XX tendințele de modernizare încep să capete o coloratură fundamentalistă și conservatoare, producând schimbări de ordin politic, vizibile atât in lumea islamică și nu numai. Această înclinație spre a utiliza religia drept instrument politic (cu terminologia de  islamism) se definește printr-o abordare “fanatică, radicală, militantă a islamului” și prin “repulsie sau puternice atitudini antioccidentale”. Astfel, aceste comportamente recunoscute la nivel global sunt în cele mai multe cazuri asociate cu manifestări extremiste și violente la care recurg o serie de grupări fundamentaliste din prezent.